# Шалањак
Шалањак (фр. Chalagnac) насеље је и општина у југозападној Француској у региону Аквитанија, у департману Дордоња која припада префектури Периже.
По подацима из 2011. године у општини је живело 398 становника, а густина насељености је износила 28,13 становника/km². Општина се простире на површини од 14,15 km². Налази се на средњој надморској висини од 218 метара (максималној 238 m, а минималној 124 m).

## Демографија
| 1962. | 1968. | 1975. | 1982. | 1990. | 1999. | 2011. |
| ----- | ----- | ----- | ----- | ----- | ----- | ----- |
| 217   | 237   | 222   | 281   | 338   | 338   | 398   |

График промене броја становника у току последњих година